# Neosabellaria uschakovi
Neosabellaria uschakovi är en ringmaskart som beskrevs av Kirtley 1994. Neosabellaria uschakovi ingår i släktet Neosabellaria och familjen Sabellariidae. Inga underarter finns listade i Catalogue of Life.